# Scotty's Castle

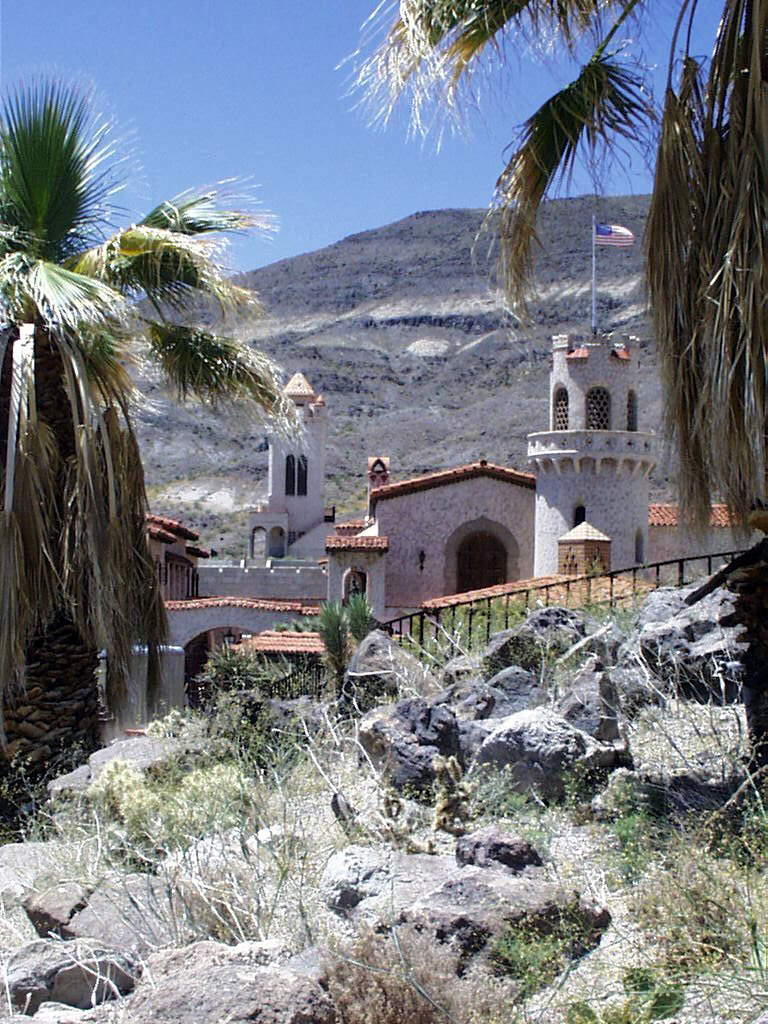
Scotty's Castle

Lo Scotty's Castle (Castello di Scotty) è una villa a due piani in stile mission e revival coloniale spagnolo situata sulle Grapevine Mountains nella parte settentrionale della Valle della Morte nel Death Valley National Park, in California. Viene chiamato anche Death Valley Ranch. Lo Scotty's Castle non è veramente un castello, e non apparteneva allo "Scotty" da cui prende il nome.

## Storia
La costruzione iniziò a Scotty's Castle nel 1922, e costò 1,5 e 2,5 milioni di dollari. Il truffatore Walter Scott nato a Cynthiana (Kentucky), noto anche come "Death Valley Scotty", convinse il milionario di Chicago Albert Mussey Johnson ad investire nella sua miniera d'oro nella Valle della Morte. Anche se inizialmente infuriato quando la miniera si rivelò una truffa, Johnson rimase affascinato dal pittoresco Scott, ed i due iniziarono una grande amicizia. Nel 1937 Johnson aveva acquistato oltre 6 km² a Grapevine Canyon, dove si trovava il ranch.
Dopo che Johnson e la moglie fecero numerosi viaggi nella regione, e che la sua salute migliorò, iniziarono i lavori. Fu un'idea della signora Johnson quella di costruire qualcosa di confortevole per le loro vacanze, per cui la villa divenne una casa invernale.
I Johnson assunsero Martin de Dubovay come architetto, Mat Roy Thompson come ingegnere e capo della costruzione e Charles Alexander MacNeilledge come progettista.
All'insaputa dei Johnson, il sopralluogo iniziale era scorretto, e la terra su cui costruirono il Death Valley Ranch era in realtà del governo. La loro terra si trovava più monte nel Grapevine Canyon. La costruzione si bloccò quando capirono l'errore, ma prima di poter riprendere i lavori il mercato crollò nel 1929, rendendo difficile per Johnson terminarne l'edificazione. Avendo perso molto denaro, i Johnson usarono il Death Valley Ranch per fare soldi affittando le stanze, su suggerimento di Scott. I Johnson morirono senza eredi sperando che il National Park Service acquistasse la loro proprietà, e nel 1970 proprio il National Park Service acquistò la villa per 850.000 dollari dalla Gospel Foundation, a cui i Johnson avevano lasciato la proprietà. Walter Scott, che si prendeva cura della Gospel Foundation dopo la morte di Johnson, morì nel 1954 e fu sepolto sulla collina che domina lo Scotty's Castle vicino all'amato cane.

## Acqua ed elettricità
Le sorgenti del Grapevine Canyon forniscono acqua al ranch per tutte le sue necessità e sono usate anche per generare elettricità. Le sorgenti, situate circa 100 metri sopra la villa, generano abbastanza pressione da far girare una turbina Pelton che aziona il generatore. La potenza è regolata e immagazzinata in enormi batterie di nickel–ferro. Una fontana è stata costruita nella Great Hall. Negli anni 1930 è stato aggiunto un riscaldamento ad energia solare, e la villa contiene anche una gran quantità di traversine ferroviarie della Tonopah and Tidewater Railroad.

## Altre informazioni
Il centro visitatori ed il museo del castello sono aperti tutto l'anno, e circa 100.000 persone visitano ogni anno la villa. L'arredamento originale dei Johnsons ed i loro abiti sono esposti nel museo. Il ranch si trova circa 70 km a nord di Stovepipe Wells (California), lungo la California State Route 190, oppure è raggiungibile con tre ore di auto da Las Vegas, Nevada.

## Nella cultura di massa
Il film di Charlie Chan intitolato Charlie Chan e il castello nel deserto (1942) è ambientato in un castello romanzesco nel deserto del Mojave, vagamente ispirato dallo Scotty's Castle.